# مسابقات جهانی ژیمناستیک هنری ۱۹۰۳
مسابقات جهانی ژیمناستیک هنری ۱۹۰۳ اولین دوره مسابقات جهانی ژیمناستیک هنری است که در شهر آنتورپ، بلژیک از ۱۴ تا ۱۸ اوت ۱۹۰۳ میلادی برگزار شده‌است.

## جدول مدال‌ها
| رتبه | کشور       | طلا | نقره | برنز | مجموع |
| ۱    | فرانسه     | ۷   | ۴    | -    | ۱۱    |
| ۲    | لوکزامبورگ | ۱   | -    | ۲    | ۳     |
| ۳    | هلند       | ۱   | -    | -    | ۱     |
| ۴    | بلژیک      | -   | ۴    | ۱    | ۵     |